# Milan Knol
Milan Knol (Groningen, 13 september 1991) is een Nederlandse youtuber, video-streamer en content creator die bekendheid heeft verworven door zijn werk op het videoplatform YouTube. Hij werd beroemd met zijn YouTube-kanaal DitIsMilan, en is nu actief op zijn huidige kanaal onder zijn eigen naam, dat voorheen DagelijksHaaDee heette. 
Hij is de broer van Enzo Knol.

## Loopbaan
Hij begon zijn carrière op het platform in 2010 met zijn primaire kanaal DitIsMilan, waar hij zich toelegde op het creëren van sketch- en parodievideo's. In datzelfde jaar lanceerde Knol een aanvullend kanaal, DagelijksHD. Echter, vanwege beperkingen in partnerschapsopties, werd dit kanaal in 2013 vervangen door een nieuw kanaal, DagelijksHaaDee, dat uiteindelijk zijn hoofdkanaal werd. Op dit kanaal werkte hij samen met andere bekende YouTubers zoals Don Plevier (GameMeneer), Jeremy Frieser en Michael van Tielen (LinkTijger). Terugkomende series op dit kanaal omvatten 'Geven & Nemen' en 'Maandelijkse WTF Momentjes'.
In 2013 speelde Knol een cruciale rol bij het faciliteren van de YouTube-carrière van zijn jongere broer, Enzo Knol, wiens kanaal zich concentreerde op vlogs en fitness.
Van 2016 tot 2019 nam Knol deel aan Legends of Gaming NL, een online gamingprogramma geproduceerd door mediabedrijf Endemol. Hij behaalde geen overwinning in de competitie.
In 2018 werd Knol bekroond met een VEED Award voor 'Beste Gaming YouTuber' voor zijn werk op het kanaal DagelijksHaaDee. Op 6 december 2018 kondigde Knol aan zijn kanaalnaam DagelijksHaaDee te gaan veranderen naar Milan Knol.
Knol heeft in 2019 ook deelgenomen aan het door StukTV geproduceerde programma De Kluis, waarin hij samen met GameMeneer en JayJay Boske Team Stuk versloeg met 36 goudstaven. In december 2020 deed Knol mee aan Het Jachtseizoen, een ander online-televisieprogramma van StukTV. Hierin werd hij na 3 uur en 18 minuten gepakt.
Knol nam jaarlijks deel aan het evenement 'YOUTUBERSxTOVERLAND' in Attractiepark Toverland. Vanwege de coronacrisis werd dit evenement in 2020 afgelast.

## Prijzen
| Jaar | Prijs                | Categorie                                   | Resultaat   |
| ---- | -------------------- | ------------------------------------------- | ----------- |
| 2017 | Legends of Gaming NL | Legends of Gaming 2016-2017                 | 7e          |
| 2017 | VEED Awards          | Beste Gaming YouTuber (met DagelijksHaaDee) | Gewonnen    |
| 2018 | VEED Awards          | Beste Gaming YouTuber (met DagelijksHaaDee) | Gewonnen    |
| 2018 | Legends of Gaming NL | Legends of Gaming 2017-2018                 | 6e          |
| 2018 | Legends of Gaming NL | Fail Award                                  | Genomineerd |
| 2019 | Legends of Gaming NL | Legends of Gaming 2018-2019                 | 6e          |
| 2019 | Legends of Gaming NL | Efteling Game Night                         | Gewonnen    |
| 2020 | Legends of Gaming NL | Legends of Gaming 2019-2020                 | Gewonnen    |

## Discografie

### Singles
| Single met eventuele hitnotering(en) in de Nederlandse Top 40 | Datum van verschijnen | Datum van binnenkomst | Hoogste positie | Aantal weken | Opmerkingen                           |
| ------------------------------------------------------------- | --------------------- | --------------------- | --------------- | ------------ | ------------------------------------- |
| Ik Wil Fietsen                                                | 08-08-2011            | -                     |                 |              | met Dylan Haegens                     |
| Bankzitters Matthy Disstrack                                  | 12-09-2017            | -                     |                 |              |                                       |
| Loyaliteit                                                    | 20-10-2017            | -                     |                 |              |                                       |
| Negativiteit                                                  | 05-04-2018            | -                     |                 |              |                                       |
| Ik Wil Fietsen (Remake 2018)                                  | 18-10-2018            | -                     |                 |              | met Enzo Knol, Dylan Haegens en Hanwe |
| Ik Diss Mezelf                                                | 03-04-2019            | -                     |                 |              |                                       |
| Imago                                                         | 25-02-2020            | -                     |                 |              |                                       |
| Altijd Te Laat                                                | 12-12-2020            | -                     |                 |              |                                       |
| Ik wil Fietsen (Hardstyle remix)                              | 03-02-2023            | -                     |                 |              |                                       |

## Privé
Knol had gedurende enkele jaren een relatie met de vlogster Jill van Dooren. Op 25 juli 2017 maakten Knol en Van Dooren bekend dat ze uit elkaar gingen. In 2021 maakte Knol bekend dat hij een nieuwe relatie heeft.